# 新疆天山雪豹足球倶楽部
新疆天山雪豹足球倶楽部（簡体字中国語: 新疆天山雪豹足球俱乐部、しんきょうてんざんせつひょう-そっきゅうくらぶ）は、中華人民共和国の新疆ウイグル自治区ウルムチ市を本拠地としていたサッカークラブである。2023年に中国サッカー・乙級リーグの参加資格を得られず解散した。

## 歴史
- 2011年12月 - 湖北華凱爾足球倶楽部としてクラブが設立される[1]。
- 2012年 - 初めて参加した中国サッカー・乙級リーグにおいて南区4位で昇格プレーオフに進出、プレーオフで2位に入り翌年の甲級リーグ昇格を決める。
- 2013年 - クラブが資金難に陥る。甲級リーグ残留には成功するものの、クラブの存続が危ぶまれる。西安の企業との契約締結も破談に終わり次年度のリーグ参加が困難となったが、新疆ウイグル自治区体育局が資金、ホームスタジアム、練習場を提供したことでクラブ消滅を免れる。クラブ名は暫定的に「新疆博格達足球倶楽部」となる。
- 2014年 - クラブの正式名称が新疆天山雪豹足球倶楽部に決定する。
- 2023年2月 - 2022年シーズンの結果により、中国サッカー・乙級リーグへ降格が決定したが、2023年2月21日午後、クラブは公式チャネルを通じて声明を発表し、2023年シーズンのプロリーグからの撤退を検討していることを明らかにした[2]。その後、2023年3月29日、中国サッカー協会とリーグは、新疆天山雪豹が乙級リーグの参入審査を通過できなかったと発表した。

## 獲得タイトル

### 国内タイトル
なし

## 過去の成績
| シーズン | ディビジョン | ディビジョン | ディビジョン | ディビジョン | ディビジョン | ディビジョン | ディビジョン | ディビジョン | ディビジョン | ディビジョン | カップ       |
| シーズン | リーグ       | 試           | 勝           | 分           | 敗           | 得           | 失           | 差           | 点           | 順位         | カップ       |
| -------- | ------------ | ------------ | ------------ | ------------ | ------------ | ------------ | ------------ | ------------ | ------------ | ------------ | ------------ |
| 2012     | 乙級リーグ   | 30           | 15           | 7            | 8            | 32           | 22           | +10          | 44           | 2位          | -            |
| 2013     | 甲級リーグ   | 30           | 8            | 6            | 16           | 27           | 41           | −14          | 30           | 13位         | 2回戦敗退    |
| 2014     | 甲級リーグ   | 30           | 8            | 11           | 11           | 29           | 33           | −4           | 35           | 10位         | 2回戦敗退    |
| 2015     | 甲級リーグ   | 30           | 10           | 9            | 11           | 43           | 51           | −8           | 39           | 8位          | 準々決勝敗退 |
| 2016     | 甲級リーグ   | 30           | 11           | 6            | 13           | 31           | 36           | -5           | 39           | 11位         | 3回戦敗退    |
| 2017     | 甲級リーグ   | 30           | 9            | 8            | 13           | 37           | 52           | -15          | 35           | 11位         | 2回戦敗退    |
| 2018     | 甲級リーグ   | 30           | 3            | 9            | 18           | 24           | 61           | -37          | 18           | 16位         | 3回戦敗退    |
| 2019     | 甲級リーグ   | 30           | 9            | 6            | 15           | 39           | 55           | −16          | 33           | 13位         | 3回戦敗退    |
| 2020     | 甲級リーグ   | 30           |              |              |              |              |              |              |              | 位           |              |

## 歴代監督
- ポール・ピュト 2018
- フェルナンド・サンチェス 2019-2020

## 歴代所属選手
- 王文華（中国語版） 2012-2015
- アジエル 2013
- ダディ 2014
- フェホ 2015-2015.7
- ババカル・グェイェ 2017